# Sneek
Sneek (westfriesisch Snits) ist eine Stadt der Provinz Friesland (Niederlande). Sie hat 34.850 Einwohner (Stand: 1. Januar 2024). Am 1. Januar 2011 wurde Sneek Teil der neu gebildeten Gemeinde Súdwest-Fryslân.
Das Stadtgebiet umfasst auch folgende Dörfer und Siedlungen: Loënga, Offingawier und Ysbrechtum.

## Lage und Wirtschaft
Sneek liegt etwa 20 Kilometer südlich von Leeuwarden, mit dem es durch eine Autobahn und eine im Halbstundentakt bediente Eisenbahnstrecke verbunden ist, und 15 Kilometer nordwestlich von Heerenveen.
Die Stadt hat mehrere Industriebetriebe und Dienstleistungsunternehmen. Früher verfügte sie über einen großen Viehmarkt. Der Wassersporttourismus ist von großer Bedeutung.
Das Sneeker Wassertor ist Logo der Holländischen Bekleidungsfirma Gaastra.

## Geschichte

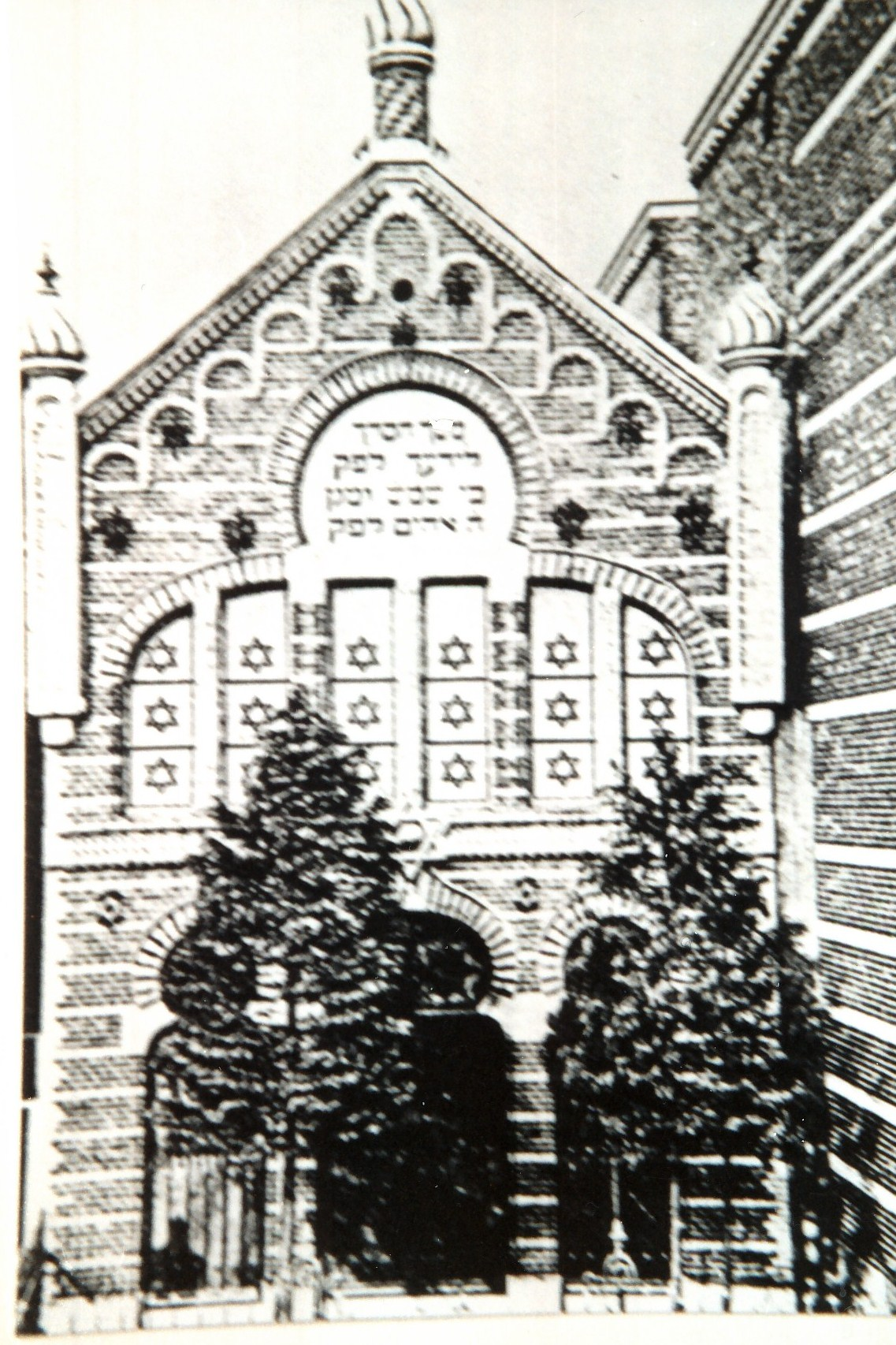
Die ehemalige Synagoge von Sneek

Sneek entstand im Mittelalter auf einem terp (deutsch: ‚Warft‘), wo die St.-Martinskirche stand. Sneek erhielt im 13. Jahrhundert mehrere Stadtrechte, die im Jahre 1456 offiziell vergeben wurden. Im Spätmittelalter wurde es mehrmals von Feuersbrünsten heimgesucht.
Im Jahre 1492 begann man damit, die Stadt zu ummauern. Sneek galt als einzige friesische Stadt, die völlig ummauert war. Von den Befestigungsanlagen ist das Wassertor (de Waterpoort) noch erhalten. Nach 1672 entwickelte sich die Stadt langsam bis zur heutigen Form.
Während der deutschen Besetzung der Niederlande im Zweiten Weltkrieg wurden am 21. Mai 1944 bei einem Fußballturnier 24 Männer aus dem Publikum von den Besatzern festgenommen, um als Zwangsarbeiter eingesetzt zu werden. Später im Jahr gab es weitere Razzien, bei denen Männer verschleppt wurden. Bei der Blutnacht von Sneek (Sneker Bloednacht) vom 13. auf den 14. Juli 1944 wurden vier Einwohner von Sneek als Vergeltung für die Ermordung eines Kollaborateurs von einem oder mehreren Mitgliedern des Nationalsozialistischen Kraftfahrkorps (NSKK) ermordet. Am 3. November 1944 wurde die örtliche Synagoge von den Deutschen zerstört. 43 Juden aus Sneek wurden ermordet und 25 von Sneeker Mitbürgern versteckt; sie überlebten den Krieg.
Nach dem Krieg wurde Ludolf Rasterhoff, der die „Blutnacht von Sneek“ knapp überlebt hatte, Bürgermeister von Sneek und blieb bis 1970 im Amt.

## Sehenswürdigkeiten

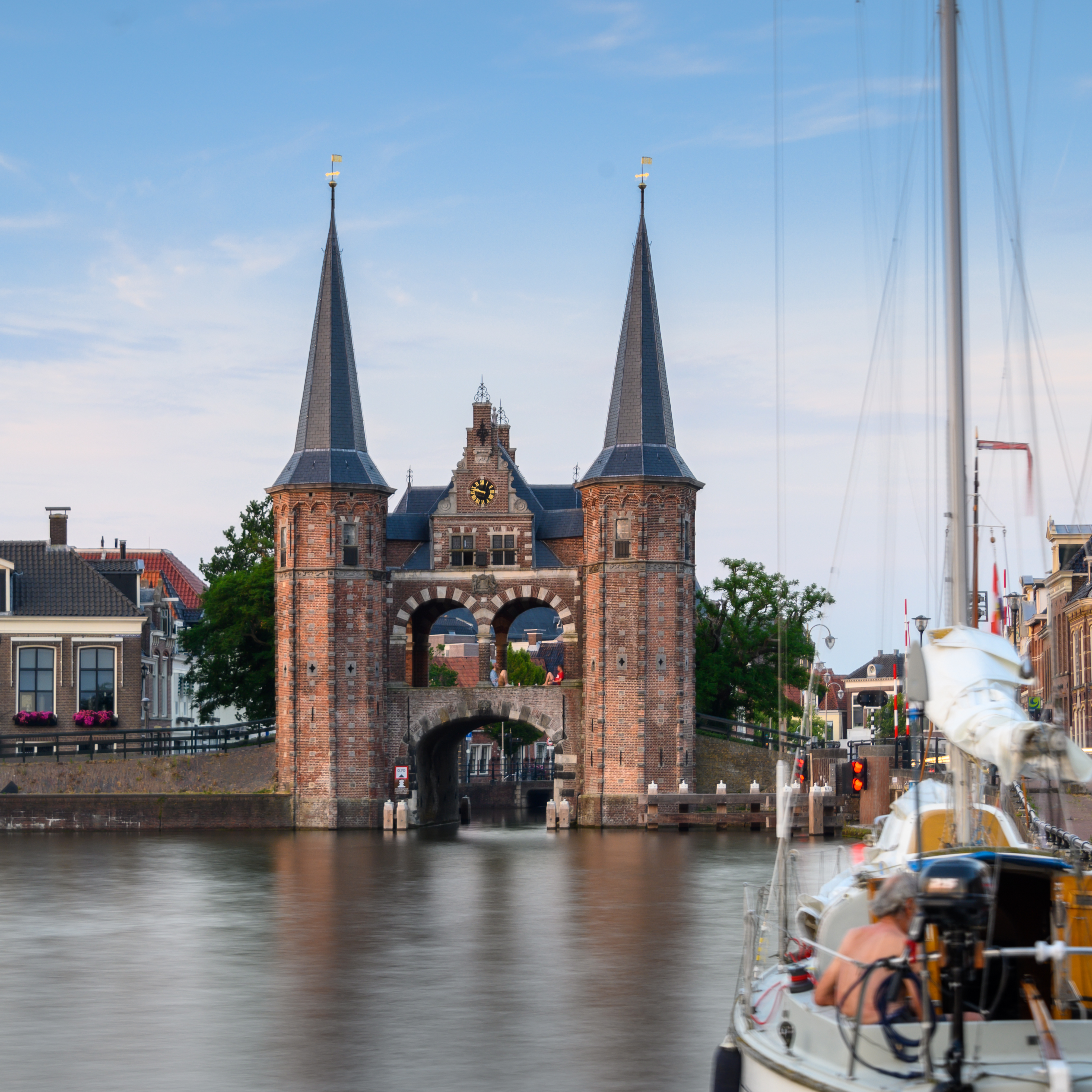
Das Wassertor, Wahrzeichen von Sneek

Herausragend ist das 1613 entstandene Wassertor, ein in seiner Art in den Niederlanden einzigartiges Gebäude. Das Tor mit den beiden schlanken Türmen ist das Wahrzeichen Sneeks.
Die Stadt hat einige kleine Museen, darunter ein Schifffahrtsmuseum, und das Nationaal Modelspoor Museum im Bahnhofsgebäude.
Die Martinikerk wurde um 1100 erbaut und nach deren Einsturz 1681 völlig renoviert. In der Kirche befindet sich eine 1710 von Arp Schnitger gebaute Orgel. Auf dem alten Friedhof neben der Martinikerk wurde 1950 das Kriegsmahnmal Sneek errichtet; am Sockel des Mahnmals wurde 2007 eine Gedenktafel zur Erinnerung an die bei der Blutnacht von Sneek Getöteten angebracht.
Das Rathaus wurde im 15. Jahrhundert erbaut und im 18. Jahrhundert im Rokoko-Stil renoviert. In Sneek stehen, unter anderem an der Gracht Kleinzand, mehrere alte Häuser aus der Zeit von 1600 bis 1780.

## Politik
| Partei                                 | Sitze | Sitze | Sitze | Sitze |
| Partei                                 | 1994  | 1998  | 2002  | 2006  |
| -------------------------------------- | ----- | ----- | ----- | ----- |
| PvdA                                   | 5     | 7     | 7     | 8     |
| CDA                                    | 6     | 7     | 6     | 5     |
| SP                                     | —     | —     | —     | 3     |
| VVD                                    | 3     | 4     | 3     | 3     |
| FNP                                    | 2     | 2     | 3     | 2     |
| GroenLinks                             | 2     | 2     | 2     | 1     |
| ChristenUnie                           | —     | —     | 1     | 1     |
| D66                                    | 3     | 1     | 1     | 0     |
| Pacifistisch-Socialistische Partij ’92 | 0     | —     | —     | —     |
| Gesamt                                 | 21    | 23    | 23    | 23    |

## Veranstaltungen
- Die „Sneeker Woche“ (Sneek Week) gilt als die größte europäische Segelveranstaltung in Binnengewässern.[9] Sie findet jedes Jahr Anfang August statt.[10]
- Durch Sneek führt die Strecke der Elfstedentocht, des berühmten Eisschnelllauf-Marathonrennens entlang der elf friesischen Städte.

## Persönlichkeiten
- Joachim Hopper (1523–1576), Jurist und Staatsmann
- Johannes a Marck (1655–1731), reformierter Theologe, Kirchenhistoriker, Hochschullehrer und -rektor
- Tjalling Halbertsma (1841–1898), Gynäkologe und Geburtshelfer
- Gorgon Gregory Brandsma (1874–1935), römisch-katholischer Ordensgeistlicher und Apostolischer Vikar von Kisumu
- Adriaan van Maanen (1884–1946), Astronom
- Ida Last-ter Haar (1893–1982), Jugendtheaterregisseurin und ‑organisatorin
- Georges Simenon (1903–1989), belgischer Schriftsteller. Simenon lebte in den 1930er Jahren eine Zeit lang in Sneek. Die Stadt bildet den Schauplatz seines Romans Der Mörder, in dem Simenon ein literarisches Bild der bürgerlichen Oberschicht niederländischer Provinzstädte zeichnet.
- Janny Brugman-de Vries (1918–2006), Bildhauerin und Mosaikkünstlerin
- Dieuwke de Graaff-Nauta (1930–2008), Politikerin
- Tom van Mourik (* 1957), Politiker
- Pauline Krikke (* 1961), Politikerin
- Maaike Schuurmans (* 1967), Schauspielerin und Musicaldarstellerin, wurde in Sneek geboren
- Monique Sluyter (* 1967), Künstlerin und Schauspielerin
- Sherida Spitse (* 1990), Fußballspielerin
- Nynke Oud (* 1994), Volleyballspielerin
- Nyck de Vries (* 1995), Automobilrennfahrer
- Marrit Jasper (* 1996), Volleyballspielerin
- Michel Vlap (* 1997), Fußballspieler
- Emma Piersma (* 2000), Beachvolleyballspielerin
- Hester Jasper (* 2001), Volleyballspielerin
- Brecht Piersma (* 2003), Beachvolleyballspielerin
- Clemens und August Brenninkmeyer gründeten hier 1841 die Firma C&A Brenninkmeyer.
- Die Eisschnellläuferin (dreifache Olympiasiegerin) Anni Friesinger wohnt hier mit ihrem Ehemann Ids Postma, der vor Ort einen Bauernhof betreibt.